# Cantonul Solre-le-Château
Cantonul Solre-le-Château este un canton din arondismentul Avesnes-sur-Helpe, departamentul Nord, regiunea Nord-Pas-de-Calais, Franța.

## Comune
- Aibes
- Beaurieux
- Bérelles
- Bousignies-sur-Roc
- Choisies
- Clairfayts
- Cousolre
- Dimechaux
- Dimont
- Eccles
- Hestrud
- Lez-Fontaine
- Liessies
- Sars-Poteries
- Solre-le-Château (reședință)
- Solrinnes